# Полічна (Мазовецьке воєводство)
Полічна (пол. Policzna) — село в Польщі, у гміні Полічна Зволенського повіту Мазовецького воєводства.
Населення — 1446 осіб (2011).
У 1975-1998 роках село належало до Радомського воєводства.

## Демографія
Демографічна структура станом на 31 березня 2011 року:
|          | Загалом | Допрацездатний вік | Працездатний вік | Постпрацездатний вік |
| -------- | ------- | ------------------ | ---------------- | -------------------- |
| Чоловіки | 702     | 145                | 472              | 85                   |
| Жінки    | 744     | 147                | 435              | 162                  |
| Разом    | 1446    | 292                | 907              | 247                  |